# Cinéma brésilien

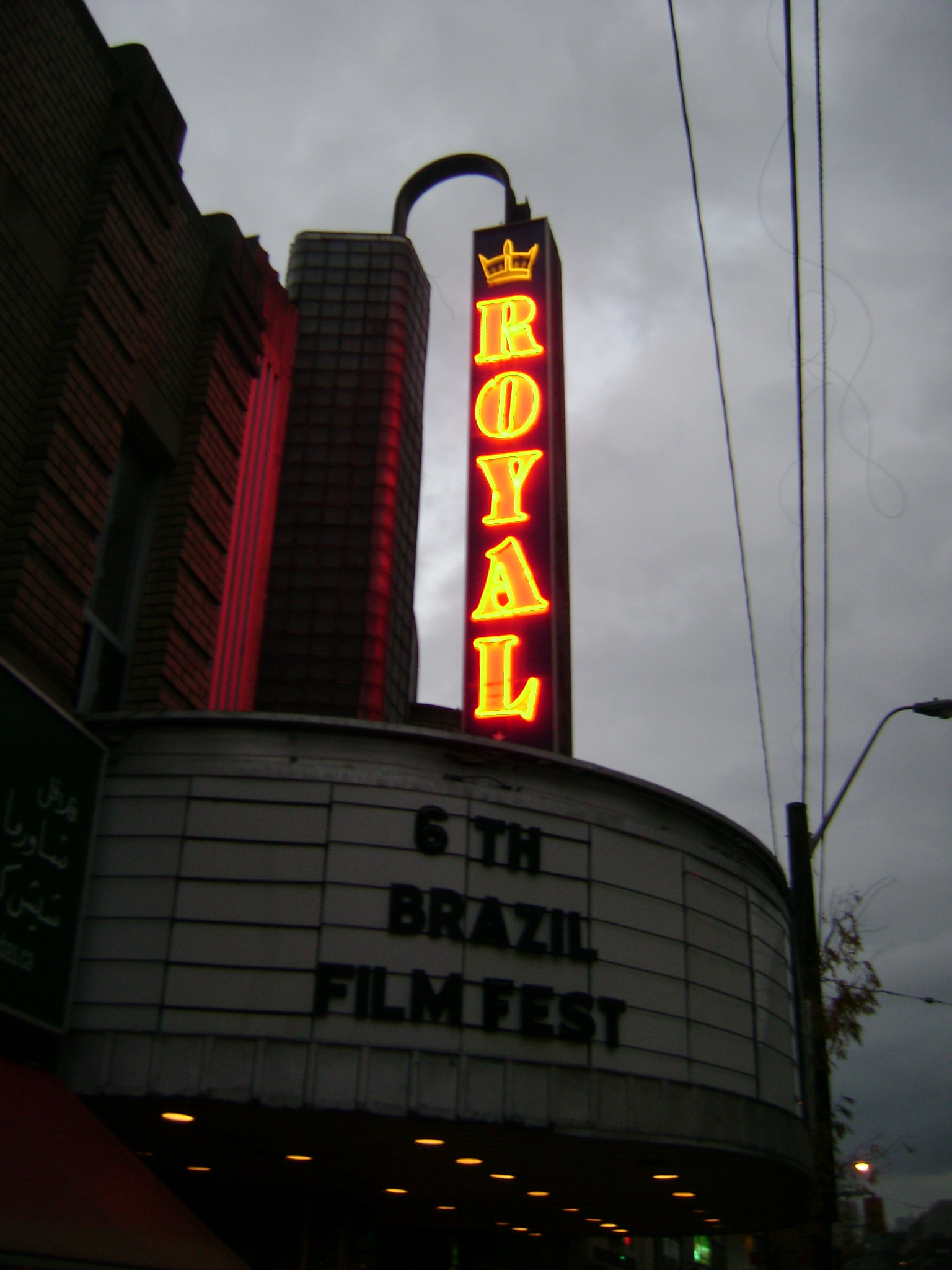
Brazil Filme Fest, The Royal, Toronto.

Le cinéma brésilien date de la fin du XIXe siècle. Peu après l’invention des frères Lumière, la projection d’un film a lieu à Rio de Janeiro, le 8 juillet 1896. Un an plus tard, une salle de cinéma permanente existe déjà à Rio. Les premiers films brésiliens sont créés dès 1897. Le film Vista da baia da Guanabara (Vue de la baie de Guanabara) est tourné en 1898 par l’Italien Alfonso Segreto à son retour d’Europe à bord du bateau Brésil et présenté le 19 juin, jour considéré depuis comme le jour du Cinéma brésilien, quand bien même l’existence de ce film reste incertaine.

## Histoire

### Structure du marché de la diffusion au début duXXesiècle
En 1908, il existe une vingtaine de salles de cinéma à Rio dont la plupart possède sa propre équipe de tournage. Elles diffusent des œuvres de fiction des sociétés françaises Pathé et Gaumont, danoise Nordisk, italienne Cines, allemande Bioskop, américaines Edison, Vitagraph et Biograph, ainsi que des documentaires réalisés dans des villes peu de jours avant, comme A parada de 15 de noviembre ou Fluminense x Botafogo.

### Les films «posés» et «chantés»
Les films dits « posés » se développent ensuite au Brésil. Ils sont généralement réalisés par des petits propriétaires de salles de cinéma de Rio et São Paulo et reconstituent des crimes récents. Le premier à obtenir un fort succès est Os Estranguladores, de Francisco Marzullo en 1906, avec plus de huit cents séances à Rio. On peut aussi citer O crime da mala de Francisco Serrador en 1908 ou Noivado de Sangue, de Antonnio Leal en 1909. Quelques comédies existent également, comme Nhô Anastácio chegou de viagem de Marc Ferrez[Lequel ?] en 1908.
À partir de 1909 apparaissent les films « chantés », qui sont doublés en direct par les acteurs depuis l’arrière de l’écran. Ce système rencontre un certain succès, avec des films comme Paz e Amor, en 1910, qui contient une satire du Président Nilo Peçanha, ou encore O Guarany en 1911.

### Les adaptations littéraires
Les adaptations d’œuvres littéraires se généralisent dès 1911, sous l’impulsion du couple formé par l’acteur Vittorio Capellaro et le réalisateur Antônio Campos. De cette association naissent les films Inocência en 1915, tiré du roman éponyme de Taunay, et O Guarani en 1916 (une autre version en 1926 rencontrera un succès important), à partir du roman de José de Alencar. Cet auteur est par ailleurs adapté au cinéma à plusieurs reprises à Rio par Luiz de Barros (qui réalisera plus de 60 longs métrages jusqu’aux années 1970) avec A Viuvinha en 1915, Iracema en 1918 et Ubirajara en 1919.

### «Ciné-journaux» et cycles régionaux
À partir de 1916, des « ciné-journaux » sont élaborés et sont diffusés de manière hebdomadaire. Ils présentent des images de football, de carnaval, de fêtes, d'inaugurations, de politique... On les accuse parfois de propagande.
En marge de l’axe Rio-São Paulo, des « cycles régionaux » se développent dans les années 1920 et sont des groupes de courts ou de longs métrages qui sont réalisés dans une région du Brésil donnée, que ce soit à Recife, Porto Alegre, Cataguases, Belo Horizonte, Campinas, João Pessoa, Manaus ou Curitiba.

### L'invasion nord-américaine
Dès 1911, des sociétés nord-américaines s’intéressent au cinéma brésilien. Le cinéma Avenida ouvre à Rio pour y diffuser des films de Vitagraph. Avec la Première Guerre mondiale et le déclin de la production cinématographique qu’elle provoque en Europe, les États-Unis dominent le marché du cinéma mondial. Francisco Serrador crée le premier grand réseau national de distribution, avec des salles à São Paulo, Rio de Janeiro, Niterói, Belo Horizonte et Juiz de Fora, qui devient ensuite distributeur de films étrangers.
Les films brésiliens rencontrent dès lors des difficultés à être distribués. Les revues spécialisées dans le cinéma apparaissent et se réclament du cinéma hollywoodien, avec ses mythes et ses stars. De ce fait, dans les années 1930, divers accords commerciaux établissent que les films nord-américains peuvent entrer au Brésil à condition de s’acquitter des taxes douanières.

### Le cinéma parlant
La comédie Acabaram-se otários (1929) de Luiz de Barros est le premier film parlant brésilien. L'année suivante, à contre-courant, Mário Peixoto réalise un film muet, Limite, qui ne rencontre pas le succès populaire alors qu'il est aujourd'hui considéré comme un chef-d'œuvre du cinéma muet.
Au début des années 1930, le cinéma brésilien passe par une rapide phase de prospérité alors que les films en provenance de Hollywood ont des difficultés à entrer sur le marché brésilien, par manque de salle et du fait de la langue. En 1930 et 1931, trente longs métrages de fiction sont produits, la plupart à Rio et São Paulo. Les productions Cinédia, de Adhemar Gonzaga, et Brasil Vita Filmes, de Carmen Santos, se créent à Rio. Humberto Mauro, déjà considéré comme un des plus grands réalisateurs du pays, réalise pour Cinédia son chef-d'œuvre Ganga bruta en 1933, suivi pour Brasil Vita Filmes de Favela dos meus amores en 1935, un succès public.

### L'emprise croissante de Hollywood
Petit à petit la domination de Hollywood se renforce. Les distributeurs de films hollywoodiens au Brésil investissent beaucoup dans la publicité et les équipements de son pour le cinéma. Les films brésiliens s'inspirent de plus en plus du cinéma hollywoodiens et les brésiliens vantent son esthétique, son rythme moderne. En 1934, aucun long-métrage n'est produit au Brésil.
Dans le souci d'imiter Hollywood, Cinédia continue de produire des films musicaux : romantiques comme Alô, alô, Brasil en 1935 et Alô, alô, carnaval en 1936 dans lequel figure Carmen Miranda qui signe un contrat à Hollywood. Cinédia produit Pureza en 1940, un film esthétisant au scénario alambiqué et réalisé avec des équipements novateurs importés des États-Unis, qui est un échec retentissant. En 1942, des 409 films qui sortent dans le pays, un seul est brésilien...

### L'échec de l'industrialisation
Vers la fin des années 1940 surgit la volonté de « traiter des thèmes brésiliens avec le savoir-faire technique et narratif du meilleur cinéma mondial ». Cela séduit des entrepreneurs et des banquiers de São Paulo qui s'associent à l'ingénieur Franco Zampari pour monter des studios de production sur-équipés à Vera Cruz, la Cinematográfica Vera Cruz, en suivant l'exemple de Hollywood et en faisant venir des réalisateurs d'Europe. Dix-huit films seront produits en cinq ans, du mélodrame Caiçara en 1950, en passant par le drame historique Sinhá moça en 1953, ou le film policier Na senda do crime en 1954... Le genre policier et le western sont alors très populaires, du fait de l'influence de Hollywood. Seulement Vera Cruz ne réussit pas à résoudre ses problèmes de distribution et fait faillite, sans jamais avoir pu produire un film brésilien au succès international.
D'autres compagnies dans la lignée de Vera Cruz mais avec un capital de départ moindre ont rencontré les mêmes difficultés et ont connu la même issue, comme Maristela, Multifilmes ou Brasil Filmes, et ce mouvement a logiquement adopté le nom de Vera Cruz.

### Leschanchadas
Parallèlement à cela, est créée dans le Rio des années 1940 l'Atlântida Cinematográfica. Sous la houlette de Luiz Severiano Ribeiro, cette société va associer la production et la projection des films pour la première fois au Brésil. Atlântida produit ensuite de nombreuses comédies musicales, comme Este mundo é um pandeiro en 1947 et Carnaval no fogo en 1949, réalisés par Watson Macedo, et influence le style de Cinédia qui produit O Ebrio en 1946, un grand succès dans tout le pays. Des grands noms de la comédie comme Oscarito et Grande Otelo entre autres ont participé au succès des productions d'Atlântida. Des comédies costumées comme Nem Sansão nem Dalila et Matar ou correr en 1954, réalisées par Carlos Manga, sont des satires ouvertes de drames américains à succès. Le public plébiscite ce genre de films, plus que les critiques qui appellent ces films des Chanchada et qui pour elles ne sont pas du cinéma. Les chanchadas ont finalement lassé le public vers la fin des années 1950, et Atlântida ne s'en est pas relevée.

### LeCinema Novo
Durant les années 1950, sous l'influence du courant néo-réaliste italien, le cinéma brésilien tente de se remettre en question devant la menace hollywoodienne. Les films d'Alex Viany en 1953 (Agulha no palheiro) et de Nelson Pereira dos Santos en 1955 (Rio, 40 graus), tous les deux à petit budget, explorent alors des thèmes populaires qui suivent au plus près la réalité brésilienne. Rio, 40 graus est interdit par la censure, ce qui déclenche une campagne massive de la part des étudiants et des intellectuels en faveur de sa diffusion.
À Salvador de Bahia, un nouveau cycle régional se développe et attire des cinéastes d'autres états, avec en tête le film d'Anselmo Duarte, O pagador de promessas, qui remporte la palme d'or à Cannes en 1962, même s'il est qualifié de film traditionnel par les « nouveaux cinéastes ».
Le Cinema Novo est découvert par une partie significative de la jeunesse brésilienne. Il s'agit d'un mélange de néo-réalisme italien et de Nouvelle Vague française. Glauber Rocha est celui qui incarne le mieux ce nouveau mouvement. Ce réalisateur engagé venu de Bahia définit le Cinema Novo comme étant : « une caméra dans la main et une idée en tête ». Son cinéma réunit de nombreux éléments allégoriques, des opinions politiques assumées et une mise-en-scène élégante et efficace que les intellectuels adoptent immédiatement. Glauber Rocha s'attache à décrire la misère, la faim et la violence afin de faire réagir, allant jusqu'à suggérer les besoins d'une révolution. Deus e o Diabo na Terra do Sol et Terra em transe sont deux de ses plus grands films.
Le Cinema Novo a aussi compté d'autres réalisateurs importants, comme Nelson Pereira dos Santos, Ruy Guerra et Carlos Diegues. Le coup d'État de 1964 pousse la plupart des réalisateurs emblématiques du mouvement à l'exil devant la montée de la répression durant les années qui suivent.

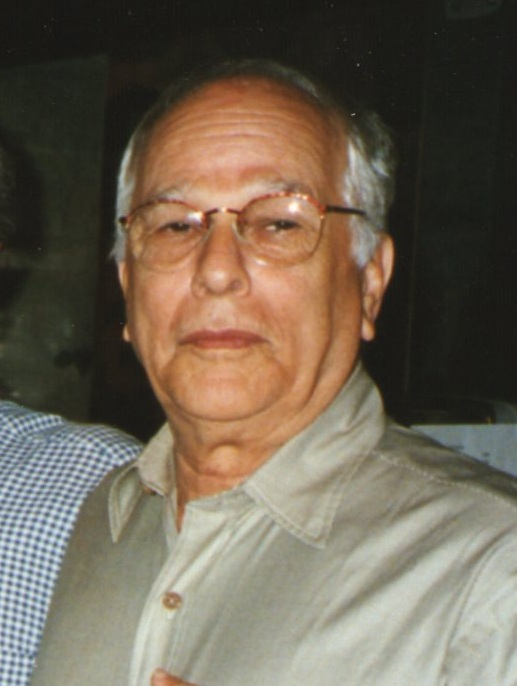
Nelson Pereira dos Santos
Glauber Rocha
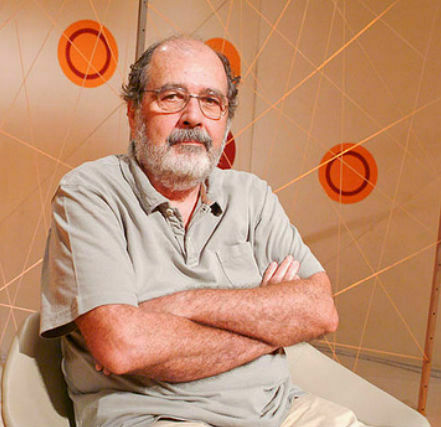
Carlos Diegues

### Le cinéma underground
Une nouvelle génération de cinéastes réagit à cette situation politique de manière très radicale, avec un cinema marginal, à l'esthétique volontairement dégradée, appelé « udigrudi », en référence au mouvement de contre-culture américain des années 1960, le mouvement underground. Les cinéastes marginaux cherchent à rompre avec les formules traditionnelles de narration et d'esthétique, et puisent leur inspiration dans un cinéma expérimental. Les principaux représentants de ce mouvement sont Rogério Sganzerla, avec notamment son film O Bandido da Luz Vermelha de 1968 dans lequel on peut noter l'influence de cinéastes comme Jean-Luc Godard et Orson Welles, ainsi que Júlio Bressane (Matou a familia e foi ao cinema, 1969). En 1970, ils réalisent ensemble six longs-métrages à petit budget en moins de trois mois.

### L'importance de l'État
L'État brésilien a longtemps influencé le cinéma du pays, que ce soit pour accueillir le marché américain du cinéma et le développer, ou que ce soit, plus tard, pour répondre aux aspirations nationalistes de l'industrialisation. En 1936, Roquete Pinto a créé l'Institut national du cinéma éducatif (INCE). À partir de 1956, l'Institut National du Cinéma (INC) affiche la volonté de soutenir et stimuler la production et la diffusion des films brésiliens. Mais c'est à partir de 1969, en pleine dictature militaire, que l'État crée l'Entreprise brésilienne de films (Embrafilme) et commence à financer la production. Le Conseil national du cinéma (Concine) permet lui de contrôler la législation. Une part des bénéfices réalisés par les films étrangers distribués au Brésil est taxée (comme en Allemagne), et cet argent est utilisé pour produire des films nationaux (comme en Argentine), mais le système de sélection des films à produire est centralisé. Les cinéastes qui se réclament du Cinema Novo sont ceux auxquels l'on alloue le plus de ressources.
La contradiction fondamentale du système apparaît quand le film Pra frente, Brasil (1982), de l'ex-directeur général d'Embrafilme (un organe du gouvernement) est interdit par la Censure (un autre organe du même gouvernement).

### Pornochanchada
Un genre populaire apparaît au Brésil dans les années 1970 : le pornochanchada. Comme son nom l'indique, il s'agit de comédies érotiques, qui ne montrent pas de scènes de sexe explicites. Ces comédies ne nécessitent pas de gros budgets, c'est pourquoi les producteurs indépendants les financent, d'autant plus que leur succès est immédiat. Pour répondre aux quotas de films nationaux diffusés en salles, ces films se développent et évitent la censure malgré le gouvernement dictatorial en place. En réalité, la censure est alors plus politique que culturelle, et ces films réunissent des audiences suffisantes pour rester sur le marché des années durant. Ils n'ont pas manqué de faire réagir la critique devant leur qualité douteuse, mais leur production s'est étendue de São Paulo à Rio de Janeiro.

### La conquête du marché
Dans les années 1970, on veut que les films brésiliens soient vus par le plus grand nombre de cinéphiles brésiliens. Et on peut dire que cela se réalise avec conjointement les productions d'Embrafilme, les productions de pornochanchada à petit budget et les films pour enfants de Trapalhões.
D'un côté le marché diminue, avec moins de cinémas (de 3 200 en 1975 à 1 400 en 1985) et moins de spectateurs (de 270 millions en 1975 à 90 millions en 1985). D'un autre côté le Brésil produit plus de films (100 en 1978, 103 en 1980) et la part de marché des films brésiliens augmente (14 % des billets vendus en 1971, 35 % en 1982).
Dona Flor et ses deux maris (Dona Flor e seus dois maridos) de Bruno Barreto, atteint les 11 millions de spectateurs en 1976, soit plus que n'importe quel autre film étranger. 14 films produits par Trapalhões ainsi que A Dama do lotação (1978) de Neville de Almeida (en), Lúcio Flávio, o passageiro da agonia (1977) et Pixote, la loi du plus faible (Pixote - A lei do mais fraco, 1981), de Héctor Babenco, Eu te amo (1981), de Arnaldo Jabor et Xica da Silva (1976), de Carlos Diegues ont chacun dépassé les trois millions de billets vendus.

### Les années 1980 et la crise du cinéma brésilien
La crise économique du pays en 1982 fait que la population brésilienne n'a pas les moyens d'aller au cinéma et que la production des films chute. Les propriétaires de salles de cinéma entament alors des poursuites judiciaires contre la loi d'obligation qui les contraint à diffuser les films brésiliens, et cela a pour conséquence que de nombreuses salles ne diffusent plus de films brésiliens. La moitié des films produits en 1985 est à caractère pornographique.
Une nouvelle génération de cinéastes venue de São Paulo réalise des films qui ne sont diffusés que lors de festivals. La Loi du Court, qui apparaît en 1975, avant d'être améliorée en 1984, offre au cinéma brésilien un accès au marché du film par l'intermédiaire du court-métrage. Les courts-métrages brésiliens gagnent de nombreux prix internationaux.
Les documentaires sont un autre support qui continue à exister. Bien qu'ils ne bénéficient pas d'un accès au marché international, ils permettent une réflexion sur l'histoire récente du pays (comme Cabra Marcada para Morrer de Eduardo Coutinho, de 1984).

### L'èreFernando Collor
Au tout début des années 1990, l'État brésilien prend très nettement ses distances avec le cinéma. Avec l'arrivée le 15 mars 1990 de Fernando Collor à la présidence de la République brésilienne, Embrafilme, le Concine, la Fondation du Cinéma Brésilien, le Ministère de la Culture, les lois pour encourager la production, pour réguler le marché et même les institutions chargées de faire des statistiques sur le cinéma au Brésil sont fermées ou annulées. En 1992, la dernière année du gouvernement de Fernando Collor, un seul film brésilien voit le jour : A Grande Arte, de Walter Salles, en langue anglaise et qui représente moins de 1 % du marché.

### La reprise
Dès décembre 1992, sous le gouvernement d'Itamar Franco, le Ministre de la Culture Antônio Houaiss crée le Secrétariat pour le Développement Audiovisuel, qui libère des fonds pour la production de films, et il commence à travailler sur la Loi de l'audiovisuel qui entrera en vigueur sous le gouvernement de Fernando Henrique Cardoso.
On constate dès 1995 une certaine reprise du cinéma brésilien, facilitée par de nouveaux mécanismes de production basés sur une fiscalité plus favorable et une vision néo-libérale de la culture de marché. Cela contribue en effet à l'augmentation du nombre de films réalisés et au retour du cinéma brésilien sur la scène mondiale. Mais les difficultés de pénétration sur son propre marché demeure pour le cinéma brésilien. La majorité des films brésiliens ne trouvent pas de salle de projection dans le pays, et beaucoup sont projetés dans des conditions précaires.

### Le cinéma brésilien s'affirme sur la scène internationale
La société de production Globo Filmes est créée en 1997 pour tenter de repositionner le cinéma brésilien sur le marché. Entre 1998 et 2003, cette société s'implique de manière directe dans 24 productions cinématographiques, et sa suprématie s'impose définitivement en 2003, année durant laquelle elle obtient 90 % des recettes du cinéma brésilien et plus de 20 % des recettes sur le marché du cinéma total.
Au début des années 2000, plusieurs films touchent un large public au Brésil, comme La Cité de Dieu (Cidade de Deus) en 2002, réalisé par Fernando Meirelles, qui a reçu de nombreux prix internationaux ainsi que quatre nominations aux oscars et qui a été élu parmi les 100 meilleurs films de tous les temps par TIME magazine, ou encore Carandiru de Héctor Babenco. Dans ces films, et de manière récurrente dans le cinéma brésilien, la critique social et politique est très forte. On les retrouve dans un autre film à la carrière internationale jalonnée de prix : Central do Brasil, de Walter Salles (1998). La pauvreté, les favelas, la sécheresse et la famine sont des thèmes si communs que l'expression « cosmétique de la faim » est souvent entendue quand il s'agit de dénoncer ce que certains jugent être une stratégie commerciale.
Entre 2000 et 2002, 7 millions de personnes ont vu des films nationaux alors qu'en 2003 plus de 22 millions de spectateurs ont été recensés pour ces mêmes films. En janvier 2009, le cinéma brésilien connait un moment historique avec une suite qui remporte un succès massif : Se Eu Fosse Você 2, de Daniel Filho, dépasse le million de spectateurs en moins d'une semaine.
Après Walter Salles et Fernando Meirelles apparaît une nouvelle génération de réalisateurs nés dans les années 1960 : Karim Ainouz (Madame Satã), José Padilha (Troupe d'élite), Kleber Mendonça Filho (Aquarius), Anna Muylaert (Une seconde mère).
Le critique brésilien de cinéma, Pedro Butcher, a écrit récemment : « On assiste à l'émergence d'une nouvelle vague de cinéastes brésiliens. C'est un long processus qui dure depuis déjà un certain temps. Je crois que cela est dû à plusieurs facteurs. Tout d'abord, le numérique et l'accès simplifié aux moyens de production, ce qui représente réellement une démocratisation des possibilités de réaliser un film. Ensuite, il y a eu ce lent processus de reconstruction institutionnelle du cinéma brésilien, de réglementation, de financement, via ANCINE, l'agence gouvernementale du cinéma. »

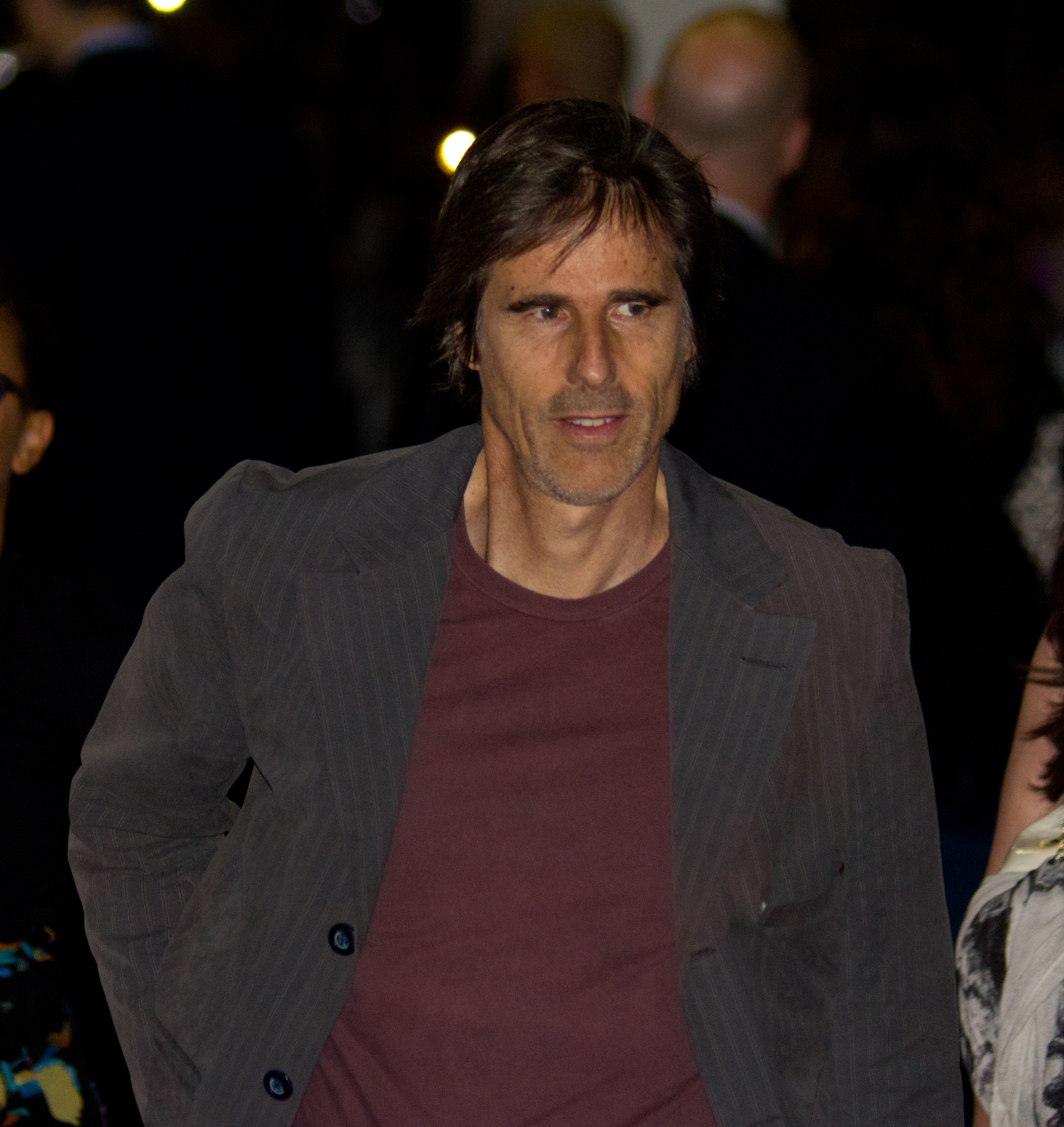
Walter Salles
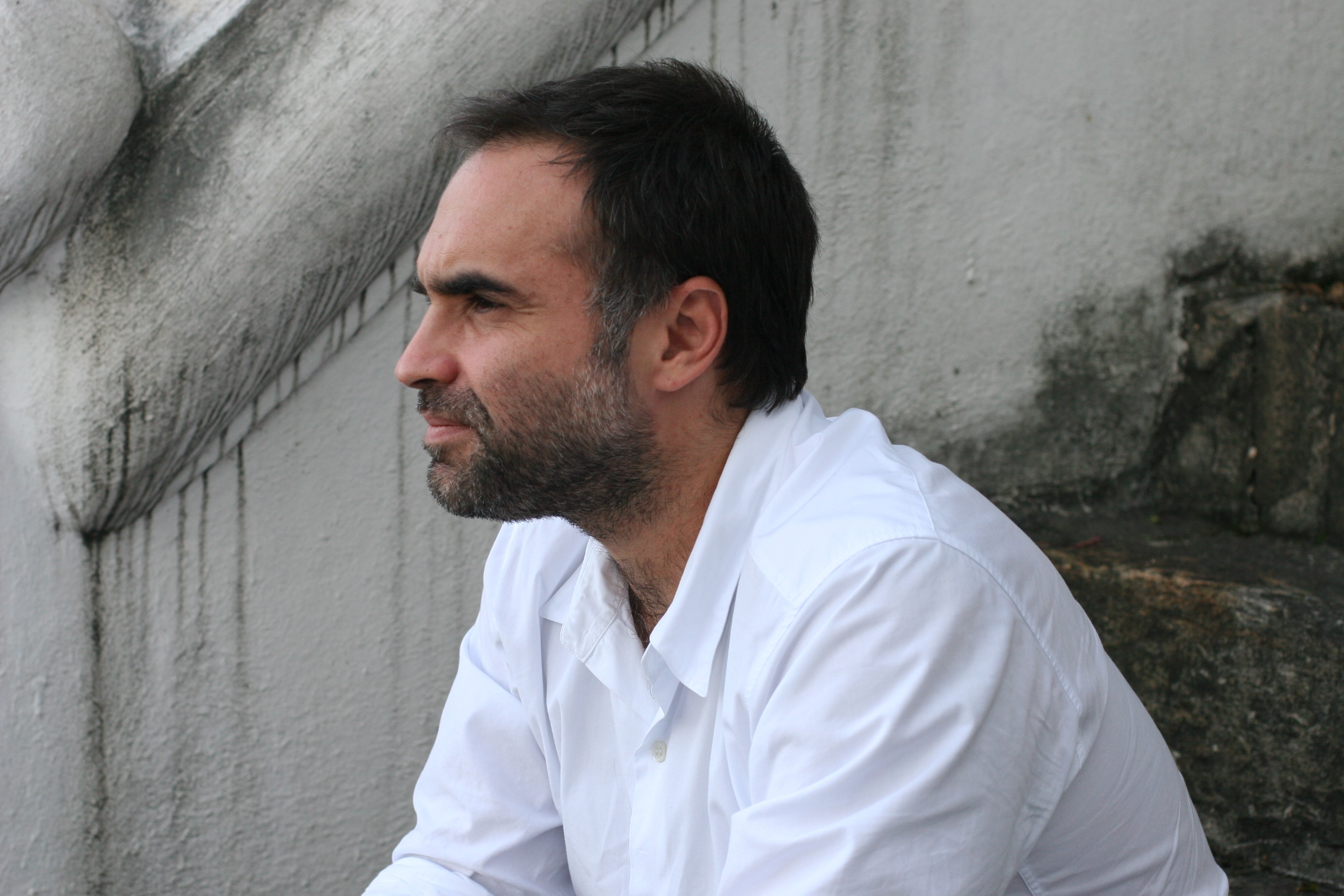
Karim Aïnouz
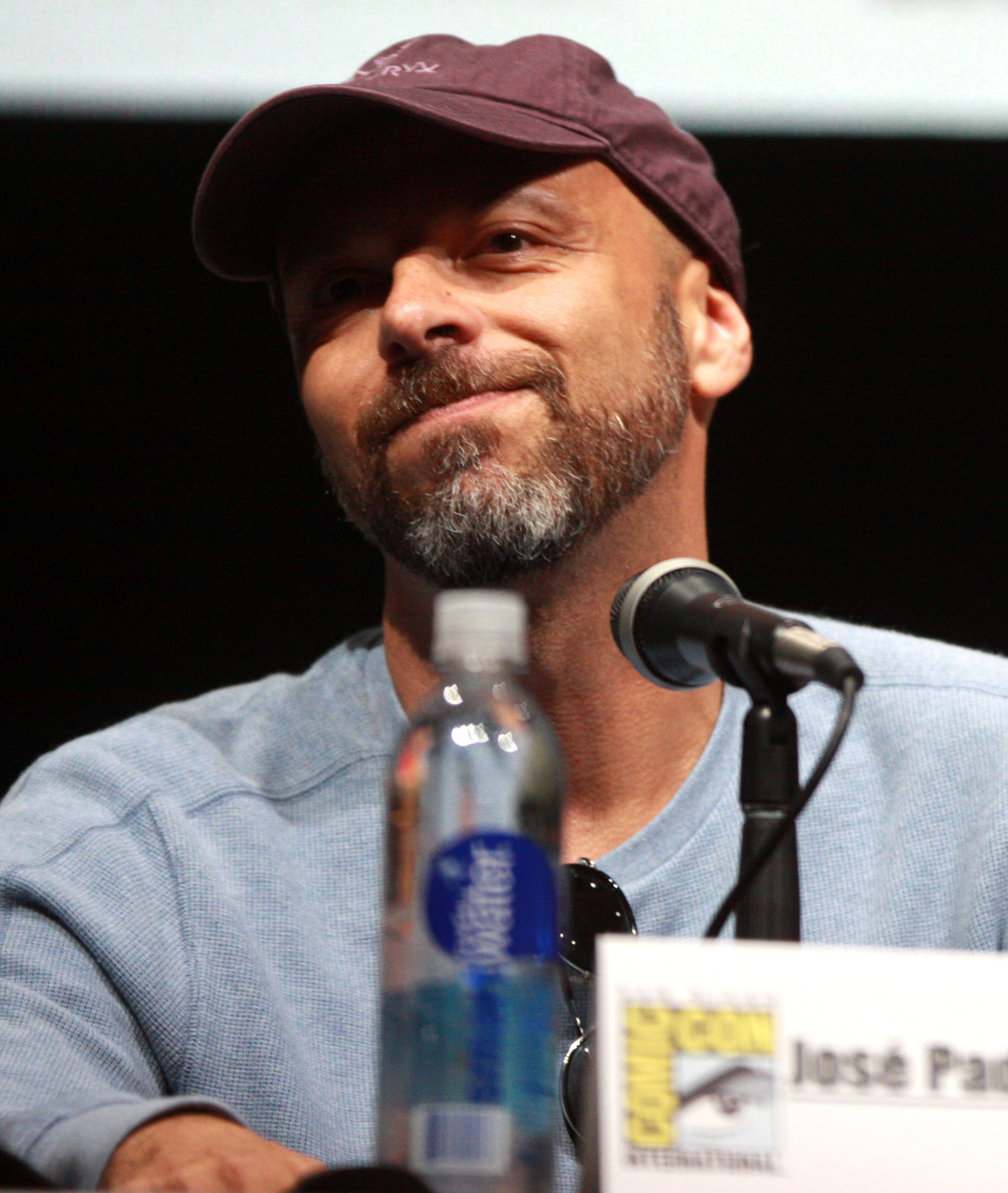
José Padilha
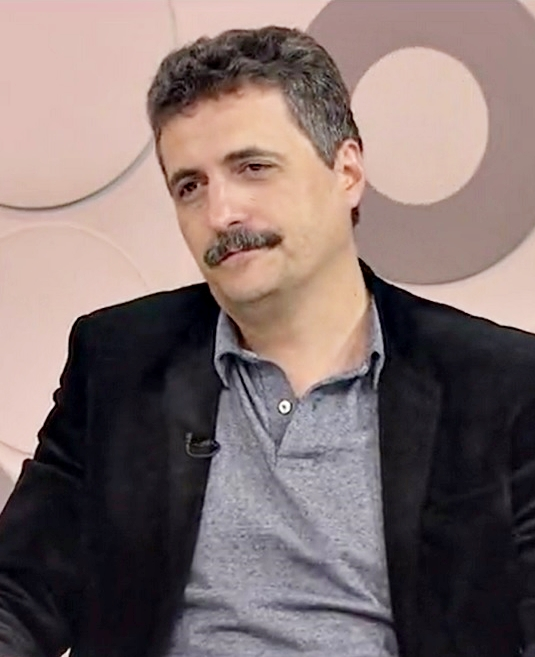
Kleber Mendonça Filho
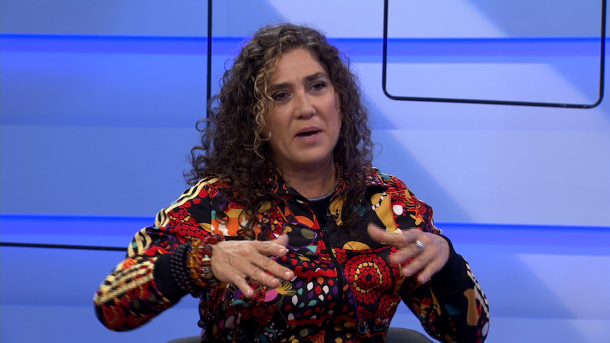
Anna Muylaert

## Films
- 1895 : Les Étrangleurs (Os Estranguladores) de Francisco Marzullo
- 1922 : No País das Amazonas (en) (Au pays des Amazones) de Silvino Santos (en)[2]
- 1930 : Limite de Mário Peixoto
- 1933 : Ganga Bruta de Humberto Mauro
- 1935 : Favela dos meus amores de Humberto Mauro
- 1955 : Rio, 40° (Rio, 40 Graus) de Nelson Pereira dos Santos
- 1957 : Rio, zone Nord (Rio Zona Norte) de Nelson Pereira dos Santos
- 1962 : La Parole donnée (O Pagador de promessas) de Anselmo Duarte
- 1962 : La Plage du désir (Os Cafajestes) de Ruy Guerra
- 1963 : Sécheresse (Vidas secas) de Nelson Pereira dos Santos
- 1963 : Ganga Zumba de Carlos Diegues
- 1964 : Le Dieu noir et le Diable blond (Deus e o diabo na terra do sol) de Glauber Rocha
- 1964 : Les Fusils (Os Fuzis) de Ruy Guerra
- 1966 : La Grande Ville (A Grande cidade) de Carlos Diegues
- 1967 : Terre en transe (Terra em transe) de Glauber Rocha
- 1969 : Antonio das Mortes (O Dragão da Maldade contra o Santo Guerreiro) de Glauber Rocha
- 1970 : Macunaïma de Joaquim Pedro de Andrade
- 1970 : Les Héritiers (Os Herdeiros) de Carlos Diegues
- 1970 : Les Dieux et les Morts (Os Deuses e os mortos) de Ruy Guerra
- 1971 : Qu'il était bon mon petit Français (Como era gostoso o meu Francês) de Nelson Pereira dos Santos
- 1972 : São Bernardo de Leon Hirszman
- 1973 : Jeanne, la Française (Joanna Francesa) de Carlos Diegues
- 1976 : Dona Flor et ses deux maris (Dona Flor e seus dois maridos) de Bruno Barreto
- 1976 : Xica da Silva de Carlos Diegues
- 1978 : La Chute (A Queda) de Ruy Guerra et Nelson Xavier
- 1980 : Bye Bye Brasil de Carlos Diegues
- 1981 : Pixote, la loi du plus faible (Pixote, a lei do mais fraco) de Héctor Babenco
- 1981 : Ils ne portent pas de smoking (Eles Não Usam Black-tie) de Leon Hirszman
- 1984 : Cabra Marcada para Morrer d'Eduardo Coutinho
- 1985 : Le Baiser de la femme araignée (Kiss of the Spider Woman / O Beijo da Mulher-Aranha) d'Héctor Babenco
- 1991 : A Grande Arte de Walter Salles
- 1995 : Le Cinéma des larmes (Cinema de lagrimas) de Nelson Pereira dos Santos
- 1998 : Central do Brasil de Walter Salles
- 1999 : Orfeu de Carlos Diegues
- 2000 : La Vie peu ordinaire de Dona Linhares (Eu Tu Eles) de Andrucha Waddington
- 2001 : La Cité de Dieu (Cidade de Deus) de Fernando Meirelles
- 2001 : Avril brisé (Abril despedaçado) de Walter Salles
- 2002 : Madame Satã de Karim Aïnouz
- 2003 : Carandiru de Héctor Babenco
- 2005 : Cinéma, aspirines et vautours (Cinema, aspirinas e urubus) de Marcelo Gomes
- 2005 : Bahia, ville basse (Cidade baixa) de Sergio Machado
- 2006 : Le Ciel de Suely (O Ceu de Suely) de Karim Aïnouz
- 2007 : Troupe d'élite (Tropa de elite) de José Padilha
- 2008 : Une famille brésilienne (Linha de passe) de Walter Salles et Daniela Thomas
- 2010 : Troupe d'élite 2 (Tropa de elite 2 - O Inimigo agora é outro) de José Padilha
- 2010 : Chico Xavier de Daniel Filho
- 2011 : Historias : Les histoires n'existent que lorsque l'on s'en souvient (Historias que so existem quando lembradas) de Julia Murat
- 2012 : Les Bruits de Recife (O Som ao redor) de Kleber Mendonça Filho
- 2013 : Praia do Futuro de Karim Aïnouz
- 2013 : Le Garçon et le monde (O Menino e o mundo) d'Alê Abreu
- 2015 : Une seconde mère (Que horas ela volta ?) d'Anna Muylaert
- 2015 : Rodeo (Boi Neon) de Gabriel Mascaro
- 2016 : Aquarius de Kleber Mendonça Filho
- 2017 : Gabriel et la montagne (Gabriel e a montanha) de Fellipe Barbosa
- 2017 : Les Bonnes manières (As Boas maneiras) de Marco Dutra et Juliana Rojas
- 2019 : La Vie invisible d'Eurídice Gusmão (A Vida invisivel) de Karim Aïnouz
- 2019 : Bacurau de Kleber Mendonça Filho et Juliano Dornelles
- 2019 : Trois Étés (Três Verões) de Sandra Kogut
- 2020 : Secret de famille (A Primeira Morte de Joana) de Cristiane Oliveira
- 2024 : Je suis toujours là (Ainda Estou Aqui) de Walter Salles

## Personnels

### Réalisateurs
- Aluizio Abranches
- Alê Abreu
- Karim Aïnouz
- Tata Amaral
- Vicente Amorim
- Alice de Andrade
- Joaquim Pedro de Andrade
- Joel Zito Araújo
- Guel Arraes
- Claudio Assis
- Héctor Babenco
- Fellipe Barbosa
- Bruno Barreto
- Fábio Barreto
- Laís Bodanzky
- Beto Brant
- Júlio Bressane
- Oswaldo Caldeira
- Mario Carneiro
- Alberto Cavalcanti
- Armando Costa
- Antonio Carlos da Fontoura
- Heitor Dhalia
- Carlos Diegues
- Anselmo Duarte
- Marco Dutra
- Daniel Filho
- José Henrique Fonseca
- Monique Gardenberg
- Ugo Giorgetti
- Marcelo Gomes
- Caetano Gotardo
- Ruy Guerra
- Felipe Hirsch
- Leon Hirszman
- Arnaldo Jabor
- Marcos Jorge
- Sandra Kogut
- Walter Hugo Khouri
- Walter Lima Jr.
- Kátia Lund
- Sergio Machado
- Gabriel Mascaro
- Filipe Matzembacher
- Humberto Mauro
- Fernando Meirelles
- Selton Mello
- Tiago Melo
- Kleber Mendonça Filho
- Paulo Morelli
- João Moreira Salles
- José Mojica Marins
- Julia Murat
- Lúcia Murat
- Anna Muylaert
- David Neves
- Homero Olivetto
- José Padilha
- Mário Peixoto
- Joe Penna
- Nelson Pereira dos Santos
- Lô Politi
- Marcos Prado
- Carlos Reichenbach
- Marcio Reolon
- Anita Rocha da Silveira
- Eryk Rocha
- Glauber Rocha
- Juliana Rojas
- Carlos Saldanha
- Walter Salles
- Silvino Santos (en) (1888-1970)
- Paulo Cesar Saraceni
- Rogério Sganzerla
- Breno Silveira
- Daniela Thomas
- Alex Viany
- Luiz Villaça
- Andrucha Waddington

### Acteurs
- Cláudia Abreu
- Helena Albergaria
- Ankito
- Giovanna Antonelli
- Taís Araújo
- Fábio Assunção
- Caio Blat
- Débora Bloch
- Rodrigo Bolzan
- Alice Braga
- Sônia Braga
- Sergio Britto
- Bruno Campos
- Louise Cardoso
- Rafael Cardoso
- Marcélia Cartaxo
- Hugo Carvana
- Regina Casé
- Juliano Cazarré
- Walmor Chagas
- Sandra Corveloni
- Arduino Colassanti
- Maria Lúcia Dahl
- Olivia Del Rio
- Enrique Díaz
- Lima Duarte
- Regina Duarte
- Deborah Evelyn
- Antônio Fagundes
- Betty Faria
- Maria Flor
- Denise Fraga
- Thiago Fragoso
- Léa Garcia
- Hermila Guedes
- Silvio Guindane
- Maeve Jinkings
- Seu Jorge
- Paulo José
- Caio Junqueira
- Thiago Lacerda
- Mariana Lima
- Fernanda Machado
- Malu Mader
- Maria Manoella
- André Mattos
- Lídia Mattos
- Emilio de Mello
- Selton Mello
- Mauro Mendonça
- João Miguel
- Carmen Miranda
- Fernanda Montenegro
- Wagner Moura
- Otavio Müller
- Matheus Nachtergaele
- Marco Nanini
- Alessandra Negrini
- Laura Neiva
- Cláudia Ohana
- Daniel de Oliveira
- Vinícius de Oliveira
- Grande Otelo
- Marília Pêra
- Glória Pires
- Antonio Pitanga
- Camila Pitanga
- André Ramiro
- Lázaro Ramos
- Tony Ramos
- Cristiana Reali
- Vera Regina
- Carla Ribas
- Marco Ricca
- Letícia Sabatella
- Rodrigo Santoro
- Irandhir Santos
- Dina Sfat
- Douglas Silva
- W.J. Solha
- Karine Teles
- Christiane Torloni
- Fernanda Torres
- Fernando Torres
- José Wilker

## Sociétés de production
- Cinema Brasil Digital
- Fibra Cine Vídeo
- Groia Filmes
- Morena Filmes
- Oswaldo Caldeira Produções Cinematográficas
- Globo Filmes
- VideoFilmes
- Dezenove Som e Imagens

## Institutions

### Festivals et récompenses
Les festivals internationaux du film de Rio de Janeiro et de São Paulo sont les festivals les plus importants du pays (plus de soixante).
Le Grande Prêmio do Cinema Brasileiro est la récompense majeure récompensant le cinéma au Brésil. Les Prêmio ACIE de Cinema ainsi que les Troféu APCA sont aussi des prix importants. Les Prêmio Contigo récompensent à la fois le cinéma et la télévision.
- Cine Ceará (pt) (Fortaleza)
- Festivals de cinéma latino-américain (voir dans les autres langues)

En novembre 2015, l'Association brésilienne des critiques de cinéma (Abraccine) fait un sondage parmi différents critiques pour rédiger la liste des 100 meilleurs films brésiliens de tous les temps.

### Listes et catégories
- Films A-Z, (en) Films (par année)
- Films brésiliens par genre
- Liste Abraccine des 100 meilleurs films brésiliens
- Animation au Brésil, Liste de films brésiliens d'animation (en)
- Réalisateurs, Scénaristes, Compositeurs, Acteurs